# Port lotniczy Carillo
Port lotniczy Carilllo (ang. Carillo Airport) (IATA: RIK, ICAO: MRCR) – port lotniczy zlokalizowany w kostarykańskim mieście Playa Samara.